# Michel + Kieser

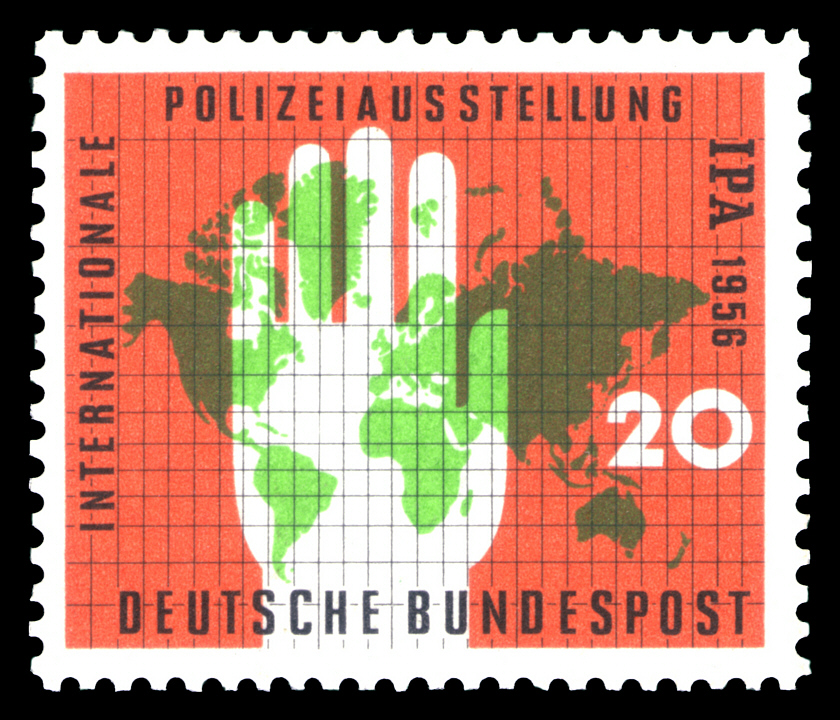
Briefmarke der Deutschen Bundespost (1956)

 Michel + Kieser  war eine Grafikdesignbüro, das von 1953 bis 1963 bestand. Michel + Kieser war vor allem bekannt für ihre Plakatkunst und Briefmarkenentwürfe.

## Geschichte und Werk
Michel + Kieser wurde im Jahr 1953 von den beiden Kommilitonen der Offenbacher Werkkunstschule (heute Hochschule für Gestaltung Offenbach am Main), Hans Michel und Günther Kieser in Offenbach am Main als Ateliergemeinschaft begründet.
Michel + Kieser arbeiteten für die Deutsche Bundespost und entwarfen zahlreiche Briefmarken. Fast zehn Jahre waren sie als Designer für den Hessischen Rundfunk tätig. Sie gestalteten in ihrer gemeinsamen Zeit alle Publikationen der Rundfunkanstalt. Sie arbeiteten auch für die Stadt Frankfurt am Main, für die pharmazeutische Industrie und gestalteten Programme und Plakate für Jazz-Konzerte. Im Jahr 1958 schlossen sie sich der Designgruppe novum an und arbeiteten für Atlas Film und die Neue Filmkunst. Ihre Arbeiten wurden 1957 auf der Triennale in Mailand ausgestellt. Sie gewannen 1956 bis 1958 jeweils im Wettbewerb „Das beste deutsche Plakat des Jahres“. Im Jahr 1958 gewannen sie eine Auszeichnung im Photokina-Wettbewerb. 1963 wurde die Ateliergemeinschaft Michel + Kieser aufgelöst, aber auch danach arbeiteten die beiden noch gelegentlich zusammen. Im Jahr 1964 wurden Arbeiten von Michel + Kieser auf der documenta III in Kassel in der Abteilung Grafik gezeigt.

## Briefmarken

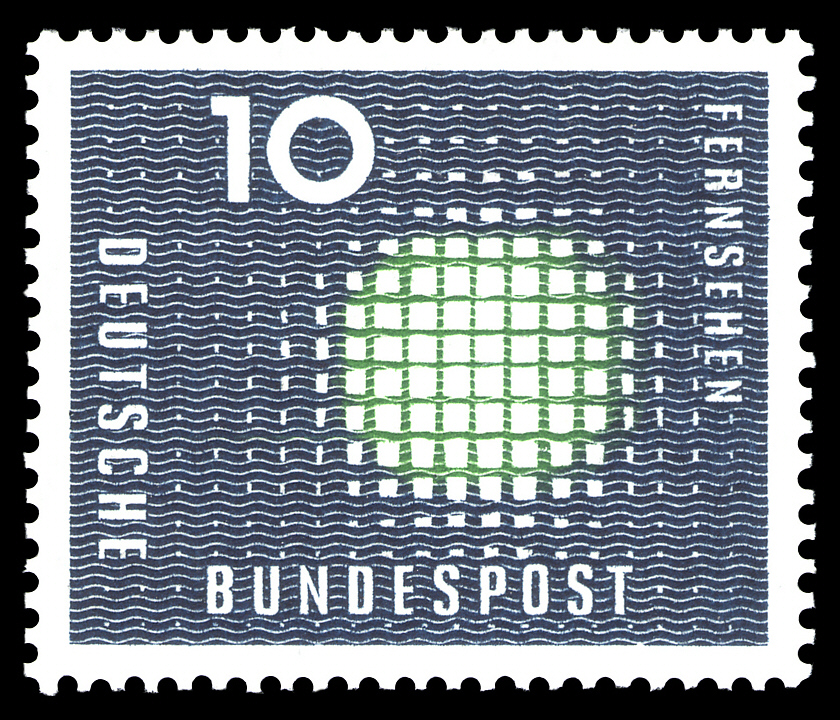
Briefmarke der Deutschen Bundespost (1957)
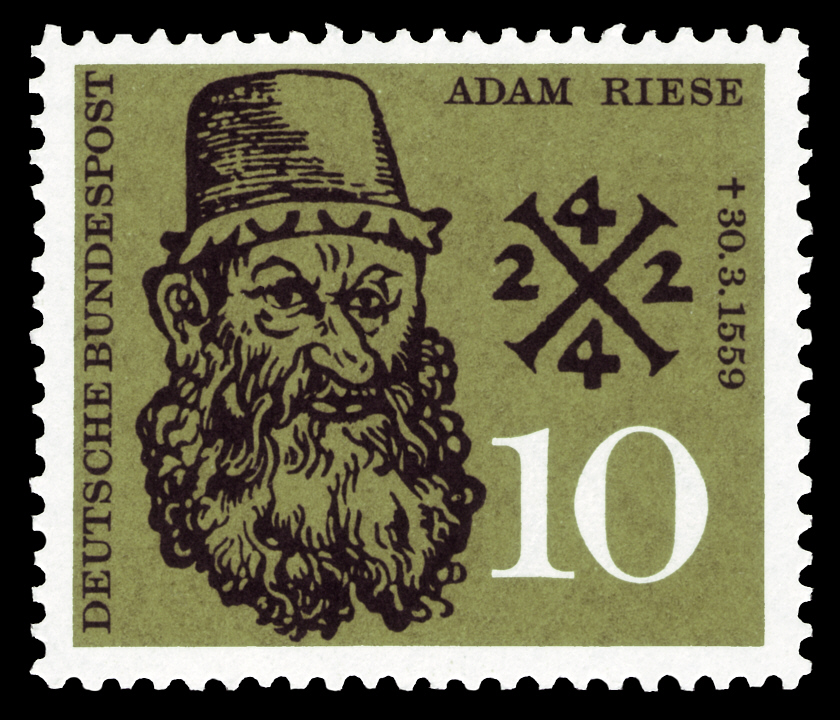
Briefmarke der Deutschen Bundespost (1959)
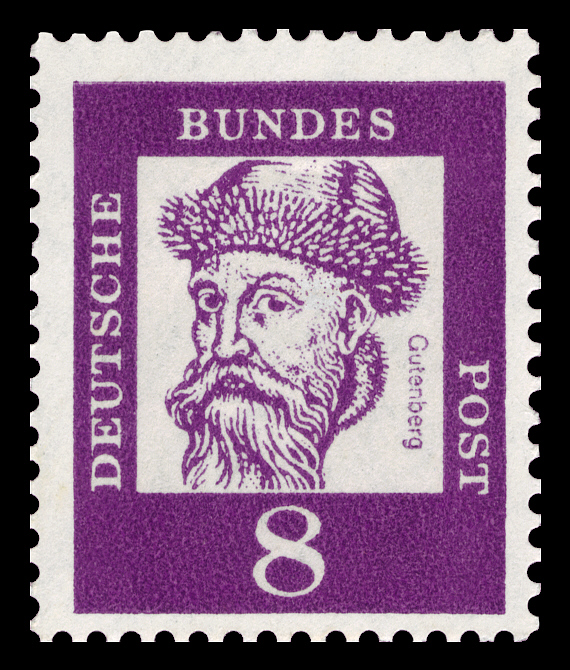
Briefmarke der Deutschen Bundespost (1961) aus der Serie Bedeutende Deutsche
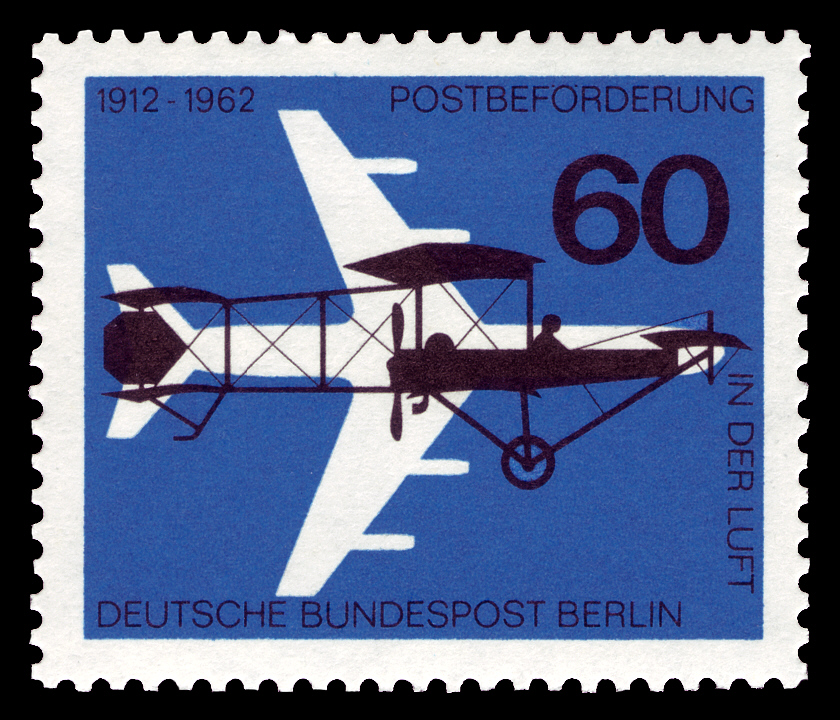
Briefmarke der Deutschen Bundespost Berlin (1962)